# Czerwona Ruta (festiwal)
Czerwona Ruta (ukr. Червона рута) – festiwal piosenki ukraińskiej, który odbywa się co dwa lata. Po raz pierwszy odbył się w dniach 17–24 września 1989 roku w Czerniowcach i «był wydarzeniem rewolucyjnym dla współczesnej ukraińskiej muzyki rozrywkowej». Pierwsze Grand Prix zdobył Wasyl Żdankin. Laureatem pierwszego festiwalu został m.in. Andrij Sereda wraz z zespołem „Komu Wnyz”, zespół „Wopli Widoplasowa” został nagrodzony dyplomem.